# Desayuno continental

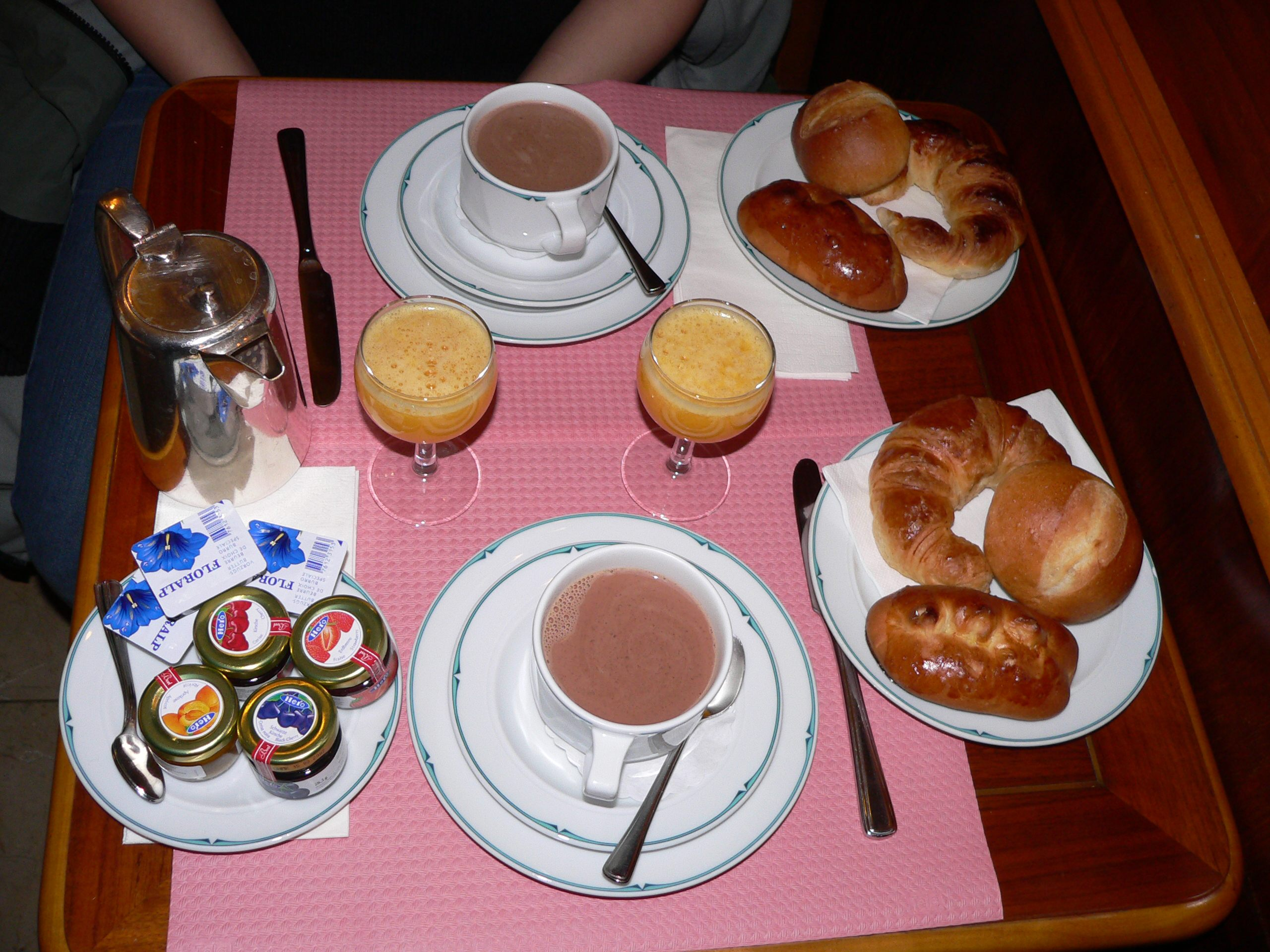
Desayuno continental

El desayuno continental es un formato de desayuno ligero que se compone de café o té, panecillos, mantequilla, mermeladas, bollería, zumo o jugo de fruta, etc. y que es un estándar en la hostelería de origen occidental. 
El desayuno continental tiene su origen en Inglaterra a mediados del siglo XIX, y su nombre es una abreviación de la expresión desayuno europeo continental que hace referencia a lo que los británicos consideran un desayuno de Europa continental.Por lo tanto, se diferencia de los desayunos anglosajones, que suelen ser más contundentes. Por ejemplo, el «desayuno americano» incluye huevos, embutidos, alubias (frijoles) y patatas (papas). 
En muchos países, esta clase de desayuno es común en la mayoría de hoteles bed and breakfast por su versatilidad y rentabilidad. 

## Composición
Generalmente el desayuno continental se compone de:
- Café, té o chocolate caliente
- Panes, generalmente de pequeño tamaño (como el pistolet) o bollos de mantequilla
- Pan de molde, para hacer tostadas
- Mermelada o miel
- Bollería, es decir, panes dulces: croissants, napolitanas, etc.
- Zumos o jugos de fruta, generalmente de naranja